# Prudy (rejon sowiecki)
Prudy (ukr. Пруди, ros. Пруды) – wieś na Ukrainie, w Autonomicznej Republice Krymu (de iure stanowiącej integralną część państwa ukraińskiego, w 2014 anektowanej przez Rosję i odtąd funkcjonującej jako Republika Krymu), w rejonie sowieckim. W 2021 liczyła 1924 mieszkańców.